# Kiehl's
Kiehl's là một thương hiệu mỹ phẩm Hoa Kỳ chuyên kinh doanh sản phẩm dưỡng da, tóc và dưỡng thể cao cấp. Khởi đầu từ một hiệu thuốc đơn lẻ ở Manhattan tại Đại lộ Thứ ba và phía đông tuyến đường 13 vào năm 1851. Kiehl's đã được L'Oréal mua vào năm 2000 và hiện có hơn 250 cửa hàng bán lẻ trên toàn thế giới và hơn 1.000 điểm bán được doanh số bán hàng của cửa hàng bách hóa cao cấp bổ sung vào, lựa chọn địa điểm sân bay, cũng như đại lý độc lập.

## Lịch sử

### Thành lập

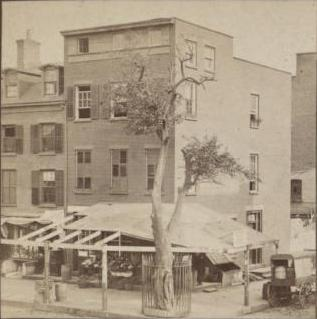
Góc của Đại lộ thứ ba và phía Đông đường số 13, được gọi là "Pear Tree Corner" (góc cây lê) ở khu East Village, Manhattan, nơi Kiehl's đã tọa lạc ngay từ khi thành lập vào năm 1851.

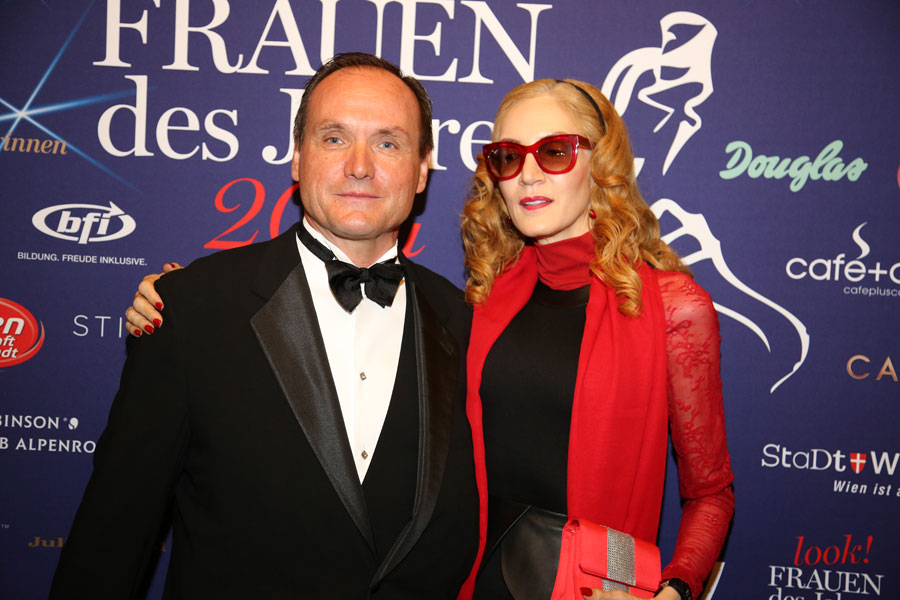
Đồng chủ tịch Klaus Heidegger và Jami Morse Heidegger năm 2014.

Được John Kiehl thành lập vào năm 1851, Kiehl's đã bắt đầu như một hiệu thuốc vi lượng đồng căn ở Đại lộ 3rd và đường số 13 tại East Village thuộc thành phố New York. Năm 1921, Irving Morse, một cựu học nghề và người di cư Nga gốc Do Thái, đã nghiên cứu dược học tại Đại học Columbia, đã mua cửa hàng. Morse đã tham gia vào sự phát triển của nhiều sản phẩm của Kiehl's vẫn còn phổ biến ngày nay, bao gồm Blue Herbal Lotion và Creme de Corps.
Con trai của Irving, Aaron Morse, người cũng nghiên cứu dược học tại Đại học Columbia và là cựu phi công chiến tranh thế giới II, đã tiếp nhận cửa hàng vào những năm 1960. Morse trẻ tuổi được cho đã đẩy Kiehl's khỏi sự tối tăm trong những năm 1950 đến sự công nhận quốc tế như một cửa hàng mỹ phẩm hảo hạng tự nhiên vào những năm 1980. Aaron chuyển cửa hàng từ dược phẩm truyền thống mà cha anh sang ưa thích phát triển dòng sản phẩm chăm sóc da. Sau khi ông qua đời vào năm 1995, bàn làm việc và một số chiếc xe máy cổ điển của ông đã được trưng bày nổi bật trong cửa hàng.
Do đó, con gái của Aaron, Jami Morse Heidegger, đã hoạt động kinh doanh từ năm 1988. Được miêu tả là "một nhà tiếp thị thông minh", bà dựa vào truyền miệng và ví dụ miễn phí và quà tặng để quảng bá sản phẩm của Kiehl, hơn là quảng cáo truyền thống.

### L'Oréal thâu tóm
Vào tháng 4 năm 2000, công ty mỹ phẩm Pháp L'Oréal mua lại Kiehl's với giá từ 100 đến 150 triệu USD. L'Oréal đã theo đuổi mua lại công ty này trong hơn hai năm nhưng yếu tố xúc tác thực sự cho thỏa thuận đạt được là cho đến khi Kiehl's gặp khó khăn khi gia tăng lượng đơn đặt hàng do sự nổi tiếng ngày càng tăng của công ty. Morse Heidegger, chủ tịch của Kiehl's, nói, "Chúng tôi đã nhìn vào tình hình rất lâu, và chúng tôi cảm thấy rằng để đáp ứng yêu cầu, để không bị mất giá, để hoàn thành số phận của chúng tôi, nếu bạn muốn, chúng tôi cần phải có một đối tác."
L'Oréal tuyên bố sẽ lên kế hoạch "tăng cường sự hiện diện của nhãn hiệu nhưng vẫn giữ nó như dòng sản phẩm sang trọng hơn là thương hiệu hàng loạt". Kiehl's cũng sẽ được mở rộng trên phạm vi quốc tế. Đồng thời, tân chủ tịch mới của Kiehl's, Michelle Taylor, nói: "Điều quan trọng nhất đối với tôi là giữ cho Kiehl's đúng với những gì của nó. Tôn trọng những giá trị cổ điển thực sự chúng ta có."

## Kinh doanh

### Cửa hiệu

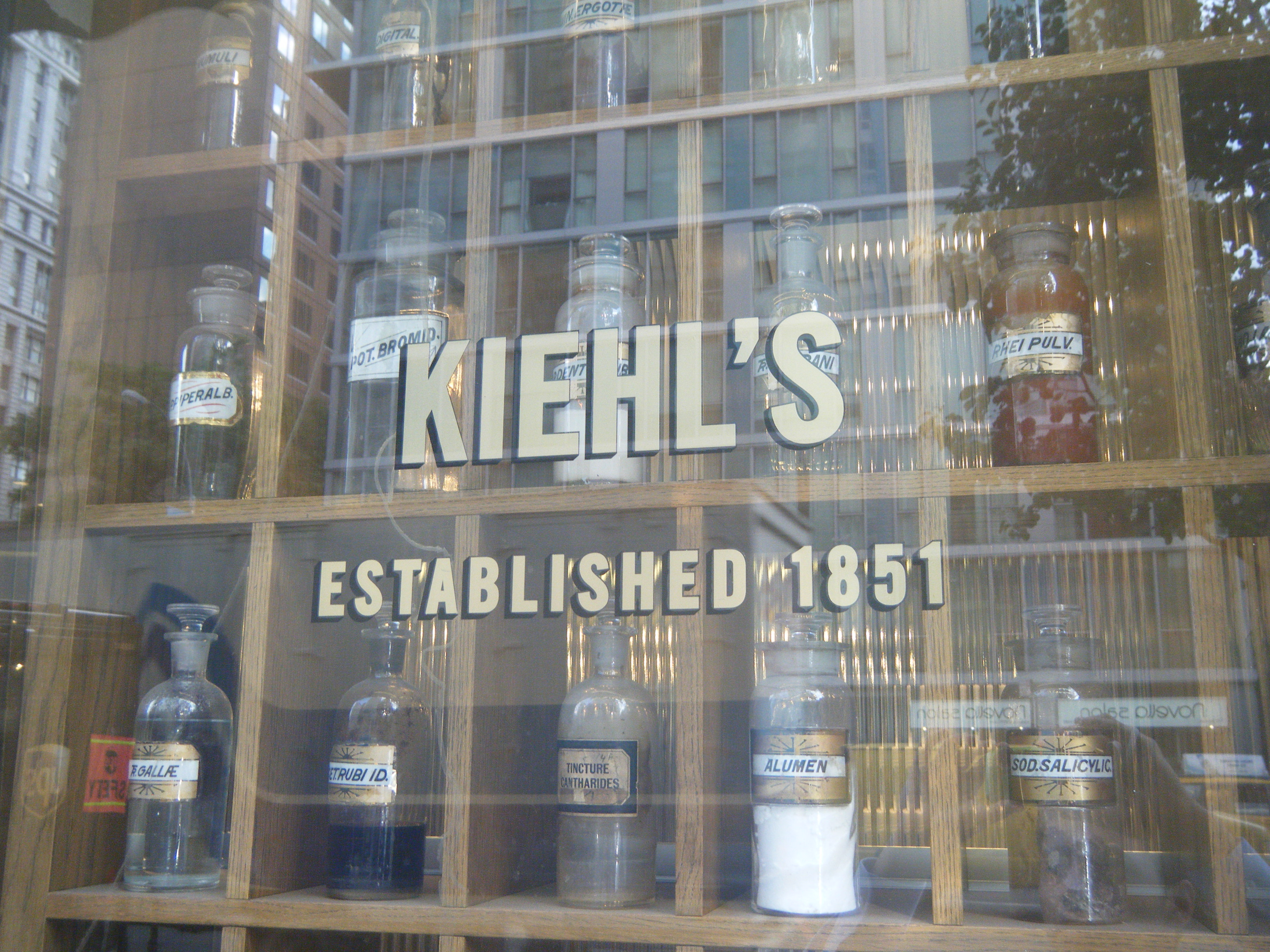
Kỷ vật người bào chế rượu nho được trưng bày trong cửa sổ cửa hàng của hiệu thuốc khởi đầu của Kiehl's

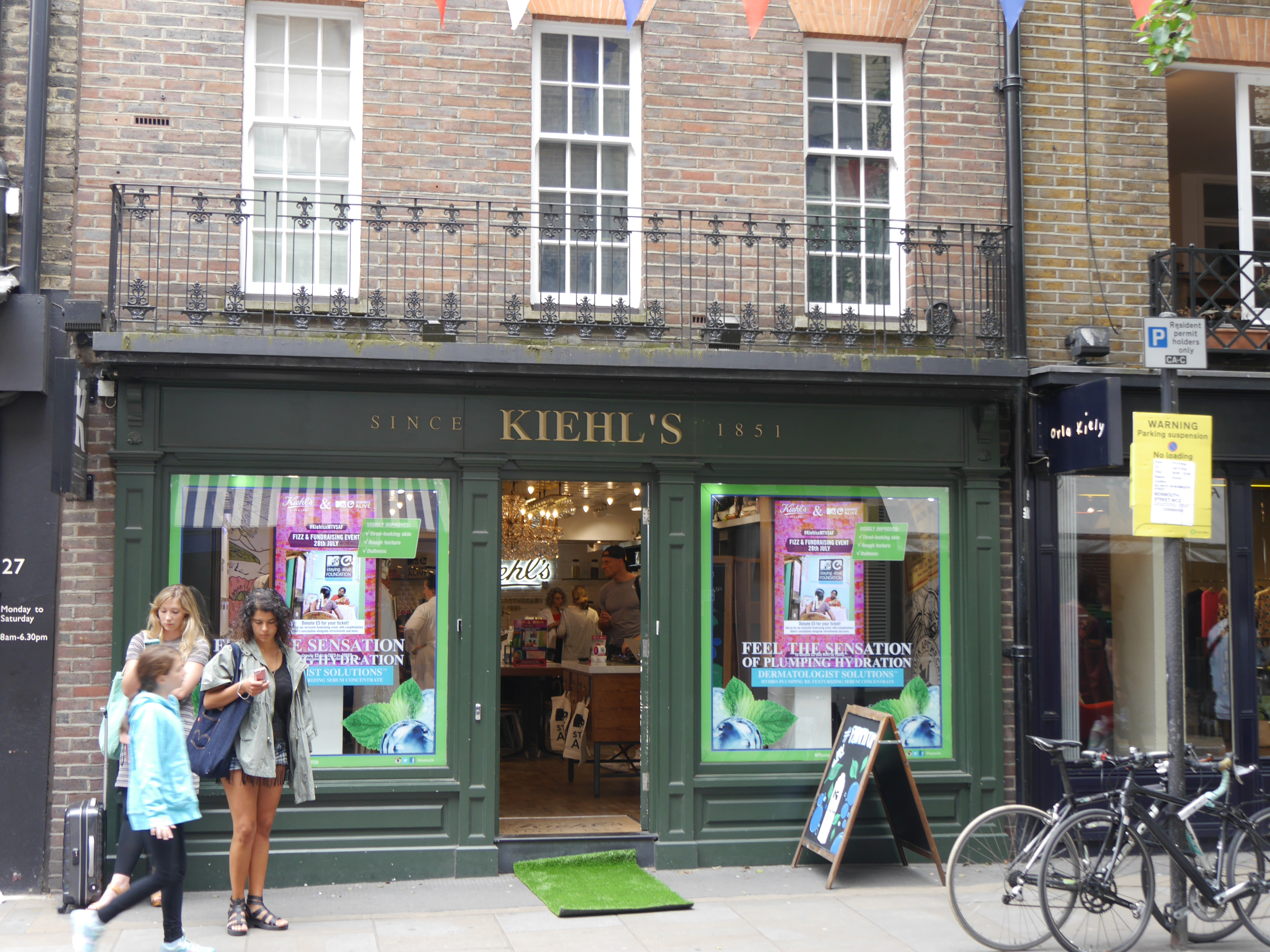
Kiehl's, đường Monmouth, Covent Garden, London

Trong 150 năm đầu tiên của công ty, Kiehl's chỉ vận hành một cửa hiệu với các sản phẩm của mình cũng như bán ở các cửa hàng cao cấp như Neiman Marcus, Barneys, Bergdorf Goodman, Saks Fifth Avenue và Harvey Nichols. Tuy nhiên, sau khi L'Oréal mua lại, công ty mở rộng từ một cửa hiệu kỳ hạm Manhattan đến hơn 30 cửa hiệu ngày nay. Doanh thu của Kiehl's cũng tăng hơn bốn lần, tăng từ $40 triệu năm 2000 lên $200 triệu trong năm 2009.
Cửa hàng ban đầu của Kiehl's, tọa lạc tại 3rd Avenue và 13th Street ở East Village của Manhattan, chiếm không gian giống như khi nó được thành lập vào năm 1851. Vị trí nơi tọa lạc của Kiehl's được gọi là "Pear Tree Corner" (gốc cây lê) cho cây lê do Peter Stuyvesant thống đốc thuộc địa của Hà Lan trồng ở đó vào năm 1647. Vụ va chạm xe đã đốn ngã cây vào năm 1867; nó được gọi là "thực vật lâu đời nhất ở thành phố New York". Tháng 11 năm 2003, Kiehl's đã khởi xướng trồng lại cây lê mới tại chỗ cũ. Hôm nay, cửa hiệu đã phát triển thành một cơ quan khu phố; sách hướng dẫn du lịch thành phố New York năm 2010, Frommer's, cho rằng "Kiehl's hơn cả một cửa hiệu, đó là một tôn giáo ảo." Đặc điểm phân biệt của cửa hiệu bao gồm cửa sổ trưng bày kỷ vật của người bào chế rượu nho và bộ sưu tập xe máy Ấn Độ và Harley-Davidson cổ điển nằm trong cửa ra vào cửa hiệu.

### Sản phẩm và bán hàng
So với các đối thủ cạnh tranh, Kiehl's tuyên bố rằng trải qua ba đến năm lần các sản phẩm mỹ phẩm thiên nhiên cao cấp của mình. Đồng thời, hàng hoá của Kiehl's được đánh giá là sản phẩm chăm sóc da có uy tín nhất trong khi vẫn được phân biệt với bao bì đơn giản và không rắc rối "nói về khái niệm dược phẩm cổ". Cho đến ngày nay, sản phẩm chữ ký của Kiehl's, chẳng hạn như kem dưỡng ban đêm, toner hoa cúc cam, Blue Astringent, Creme de Corps and Original Musk Oil, vẫn tiếp tục là sản phẩm khách hàng yêu thích.
Để tiếp thị sản phẩm của mình, Kiehl's áp dụng cách tiếp cận tiếp thị phi truyền thống đó là "dựa nhiều vào mẫu sản phẩm miễn phí, lời tán thành của khách hàng hiện tại và các kỹ thuật tiếp thị sáng tạo." Đặc biệt nổi tiếng về cách dùng mẫu hào phóng, "Kiehl's đưa đi xa hơn 12 triệu mẫu mỗi năm, chiếm 80% tổng ngân sách tiếp thị" theo Lynn Upshaw trong Sự thật: Các quy tắc mới cho tiếp thị trong một thế giới hoài nghi. Upshaw viết rằng "Cách bán của Kiehl's không phải là bán hết... Họ tin rằng sản phẩm sẽ làm những gì họ làm và không có sự cường điệu nào sẽ làm thay đổi điều đó". Tặng phẩm, nổi bật nhất trong túi quà tặng từ thiện, cũng thu hút Khách hàng.
Ở cấp cửa hàng địa phương, Kiehl's làm việc để hiểu từng vị trí mới và phát triển cách tiếp cận độc đáo cho thị trường đó. Ví dụ, để mở một cửa hàng mới ở New York Upper West Side, Kiehl's đã hỗ trợ cải tiến sân chơi địa phương ở Công viên Trung tâm, một chủ đề cộng đồng nóng vào thời đó. Trong các cửa hàng, Kiehl's nổi tiếng nhờ tập trung vào dịch vụ khách hàng và "kinh nghiệm thương hiệu bán lẻ". Nhân viên phòng pha chế trải qua một "khóa học chuyên sâu kéo dài bốn tuần thực tập trong lĩnh vực hóa học, sử dụng và áp dụng các sản phẩm của Kiehl's."

### Khách quen

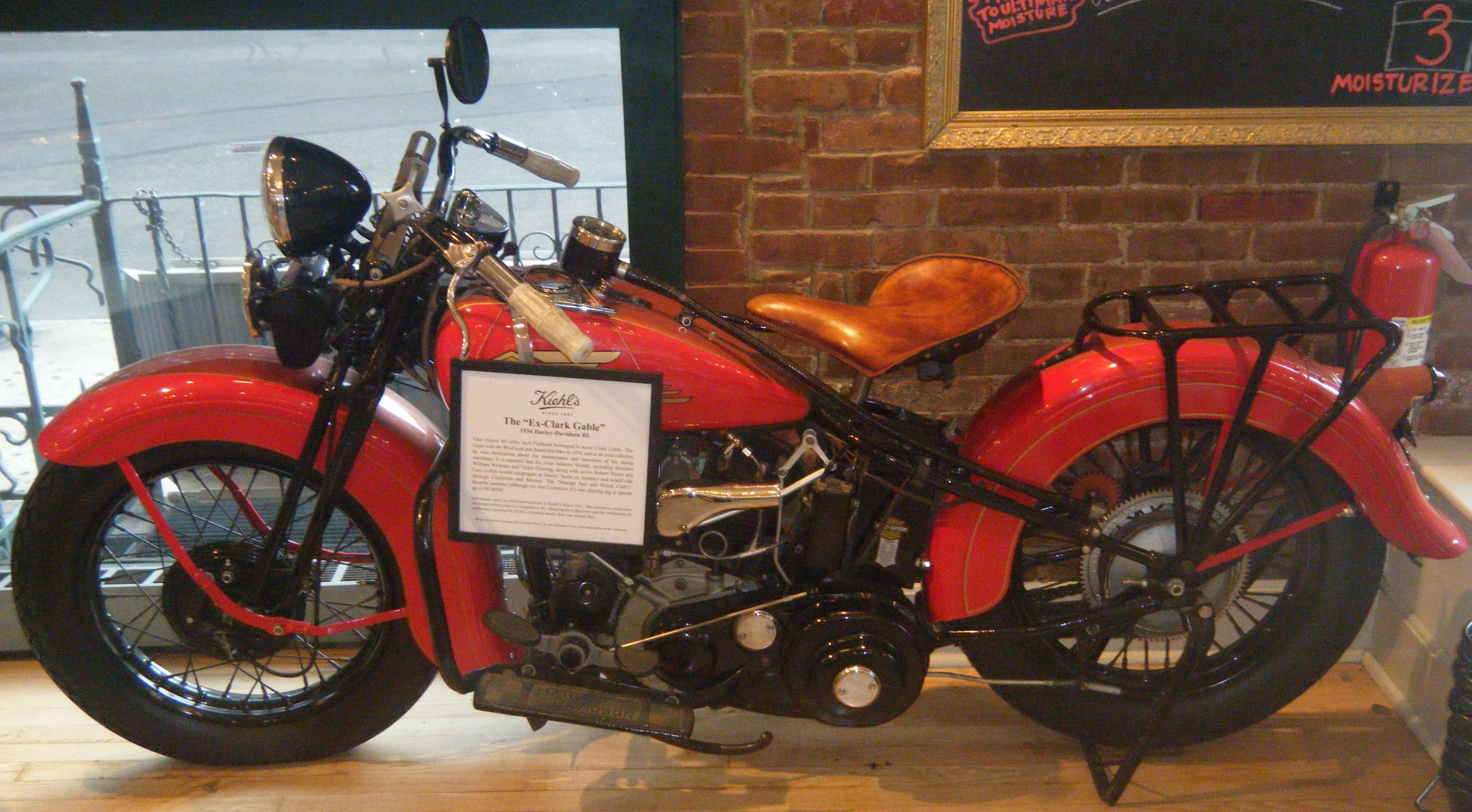
Một chiếc xe máy cổ điển 1934 Harley Davidson RL trước đây thuộc sở hữu của diễn viên điện ảnh người Mỹ Clark Gable đã trưng bày trong cửa hiệu hàng đầu của Kiehl's. Xe máy cổ điển của Kiehl's, được đánh số trên 100, được trưng bày trên khắp thế giới.

Allan Mottus, biên tập tạp chí ngành công nghiệp mỹ phẩm The Informationist, cho biết: "Cửa hàng của Kiehl's luôn thu hút được một số lượng khách hàng trẻ tuổi." So với các cửa hàng mỹ phẩm khác, Kiehl's cũng nổi tiếng vì thu hút đặc biệt lớn khách hàng nam giới, đại diện cho 30 đến 40 phần trăm trong tổng số phần trăm khách hàng của công ty. Tại các thành phố như New York và Los Angeles, gần một nửa số khách hàng là nam giới. Theo Wendy Liebmann, giám đốc điều hành của hãng nghiên cứu thị trường New York, WSL Strategic Retail, "Kiehl's thay đổi mô hình với một phương pháp khỏe mạnh và minh mẫn làm sáng tỏ mỹ phẩm. Không có mánh khóe đáng sợ. Dựa trên cảm nhận xác thựa và vui vẻ."

### Từ thiện
Kiehl's được công nhận vì các hoạt động từ thiện. Hơn 40 năm trước, Aaron Morse đã viết "Sứ mệnh của Kiehl's," một tuyên bố dài 137 chữ, đã cam kết công ty đạt được mục tiêu "khiến cho người dân tốt hơn, công ty tốt hơn và cộng đồng tốt hơn". Ngày nay, nhà bán lẻ mỹ phẩm tập trung vào ba nguyên nhân chính từ thiện: nghiên cứu và phòng chống AIDS, phúc lợi cho trẻ em và chủ nghĩa môi trường. Cửa hàng Kiehl's cũng bắt đầu thường xuyên tổ chức các sự kiện nhận thú cưng. Vào tháng 8 năm 2010, công ty đã đưa ra chương trình "Lifelide của Kiehl cho amfAR" (Quỹ Nghiên cứu AIDS). Khi kết thúc chuyến đi từ thiện kéo dài 6 ngày trên bờ biển California, Chris Salgardo, Chủ tịch của Kiehl's USA, người dẫn đầu nhóm Harley-Davidson, đã góp một khoản $85.000 dành cho amfAR.